# 더 박스 (1967년 영화)
더 박스(The Box)는 미국에서 제작된 프레드 울프 감독의 1967년 애니메이션 영화이다.
제40회 아카데미상 시상식에서 아카데미 단편 애니메이션상을 수상했다.

## 같이 보기
- 리미티드 애니메이션